# ミルチェア・ルチェスク
ミルチェア・ルチェスク（Mircea Lucescu ,1945年7月29日- ）は、ルーマニアの元サッカー選手、同指導者。元ルーマニア代表。現在はルーマニア代表の監督を務めている。
主にイタリアや東欧の強豪クラブを指揮し、数多くのタイトルを獲得。UEFAカップ優勝などの実績も持つ名将の一人。
同業のラズヴァン・ルチェスクは実子。

## 経歴

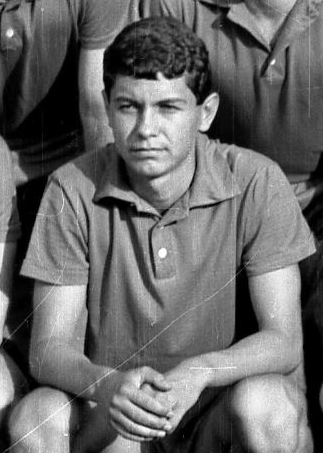
Dブカレスト デビュー当時（1963年）

現役時代はFWで、名門ディナモ・ブカレストにて250試合出場、57得点を挙げた。ルーマニア代表にも選出され、1970年ワールドカップメンバーに選出された。

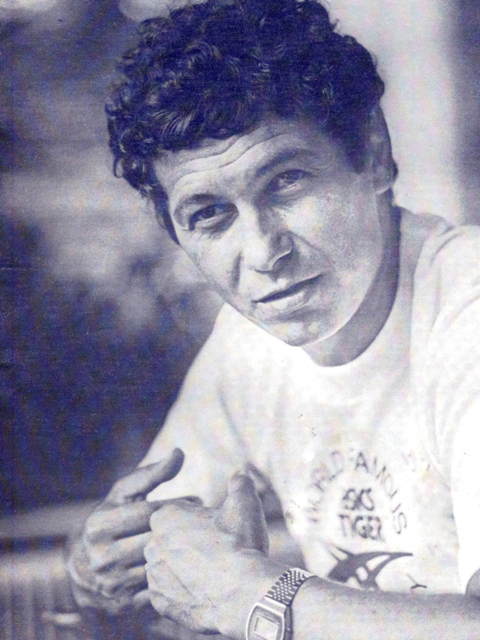
ルーマニア代表監督時代（第1期）

監督業はコルヴィヌル・フネドアラでスタート。1981年よりルーマニア代表監督を務め、この間ゲオルゲ・ハジを初めて代表に招集した。UEFA欧州選手権1984に出場したが、グループリーグ最下位で敗退した。ディナモ・ブカレストとラピド・ブカレスト監督に就任、リーグ戦・国内カップ戦共に優勝を果たしている。その後イタリアに渡り、ピサ・カルチョを皮切りに、1992-93シーズンから指揮したブレシア・カルチョではハジを呼び寄せるなど、ルーマニア代表トリオで好成績を目指したが 、チームはセリエBに降格した。その後はインテル・ミラノ監督などを歴任。
2000年、トルコのガラタサライ監督に就任、この時もハジを擁したチームで。UEFAスーパーカップでレアル・マドリードを破り、UEFAチャンピオンズリーグでも躍進、翌シーズンにはリーグ制覇に成功。更にベシクタシュJKでもリーグ優勝を果たす。
2004年、ウクライナのシャフタール・ドネツク監督に就任。リナト・アフメトフ会長の積極的な財政支援を受け、リーグ戦・国内カップで優勝。2008-09シーズンはUEFAチャンピオンズリーグではグループリーグ敗退に終わるものの、UEFAカップ出場権を確保。本大会では、CSKAモスクワ、オリンピック・マルセイユ、FCディナモ・キーウ、ヴェルダー・ブレーメンなどの強豪を破って優勝した。2016年5月に退任するまで、8度のウクライナ・プレミアリーグ優勝や6度のウクライナ・カップ優勝を成し遂げた。
2017年8月に協会幹部との確執が報じられ双方合意の下で契約を解除したファティ・テリム監督の後任としてトルコ代表監督に就任。就任当時は2018 FIFAワールドカップ・ヨーロッパ予選グループIで首位クロアチア代表と勝ち点2差の3位と本大会出場の可能性を残していたが、就任後の4試合で1勝1分け2敗と失速。最終的にグループ4位で予選を終え、2018 FIFAワールドカップの出場権を逃した。2019年2月11日、双方合意の下で契約を解除したことを発表した。
2020年7月23日、FCディナモ・キーウの監督に就任。契約期間は1年の契約延長オプションが付帯した2年間。しかし、ディナモ・キーウのサポーターは宿敵シャフタール・ドネツクを長年に渡って指揮してきたルチェスクの監督就任に猛抗議。これを受け就任からわずか4日後の27日に辞任を表明。その後イーゴリ・スルキス会長の説得もあり、辞任を撤回。そして迎えた2020-21シーズン、古巣ドネツクの5連覇を阻止して5年ぶりのリーグ優勝に導いた。しかし、2021-22シーズンを2位で終えると、就任3年目となった2022-23シーズンもリーグ戦10試合を終えて5勝1分け4敗の8位と低迷。UEFAカンファレンスリーグはプレーオフでベシクタシュに敗れて敗退、ウクライナカップもオボロン・キーウに敗れてベスト16で敗退したことで、2023年11月4日に成績不振を理由に解任された。
2024年8月6日、ルーマニア代表の監督に就任。契約期間は2年間。1986年まで率いた、38年ぶりの2度目の就任となった。

## チーム作りの特徴
テクニカルで非常に攻撃的なサッカーを好む。資金力が豊富なシャフタールでは、ブラジル人を中心に有能な選手を獲得している。フランセリーノ・マツザレム、フェルナンジーニョ、ジャジソン、ウィリアン、イウシーニョ、ルイス・アドリアーノなどが代表例である。若手の起用に積極的で、チプリアン・マリカ、ドミトロ・チグリンスキーなどが彼の下でブレイクしている。

## 監督成績
2021年9月18日現在
| クラブ                 | 国                              | 就任          | 退任           | 記録  | 記録 | 記録 | 記録 | 記録  | 記録  | 記録  | 記録   |
| クラブ                 | 国                              | 就任          | 退任           | 試    | 勝   | 分   | 敗   | 得    | 失    | 差    | 勝率   |
| ---------------------- | ------------------------------- | ------------- | -------------- | ----- | ---- | ---- | ---- | ----- | ----- | ----- | ------ |
| ルーマニア代表         | ルーマニアの旗                  | 1981年11月1日 | 1986年10月2日  | 42    | 15   | 13   | 14   | 50    | 50    | +0    | 035.71 |
| ディナモ・ブカレスト   | ルーマニアの旗 · ルーマニアの旗 | 1985年11月1日 | 1990年6月30日  | 177   | 132  | 28   | 17   | 494   | 167   | +327  | 074.58 |
| ピサ                   | イタリアの旗                    | 1990年7月1日  | 1991年3月11日  | 24    | 8    | 5    | 11   | 32    | 49    | −17   | 033.33 |
| ブレシア               | イタリアの旗                    | 1991年7月1日  | 1995年2月19日  | 151   | 47   | 59   | 45   | 197   | 188   | +9    | 031.13 |
| ブレシア               | イタリアの旗                    | 1995年7月1日  | 1996年2月25日  | 29    | 7    | 9    | 13   | 32    | 36    | −4    | 024.14 |
| レッジャーナ           | イタリアの旗                    | 1996年7月1日  | 1996年11月25日 | 13    | 1    | 4    | 8    | 13    | 22    | −9    | 007.69 |
| ラピド・ブカレスト     | ルーマニアの旗                  | 1997年7月1日  | 1998年12月31日 | 57    | 41   | 11   | 5    | 122   | 42    | +80   | 071.93 |
| インテル               | イタリアの旗                    | 1999年1月1日  | 1999年3月21日  | 17    | 4    | 4    | 9    | 26    | 26    | +0    | 023.53 |
| ラピド・ブカレスト     | ルーマニアの旗                  | 1999年4月1日  | 2000年6月30日  | 49    | 32   | 9    | 8    | 103   | 49    | +54   | 065.31 |
| ガラタサライ           | トルコの旗                      | 2000年7月1日  | 2002年6月30日  | 106   | 64   | 22   | 20   | 210   | 111   | +99   | 060.38 |
| ベシクタシュ           | トルコの旗                      | 2002年7月1日  | 2004年5月17日  | 89    | 53   | 19   | 17   | 162   | 98    | +64   | 059.55 |
| シャフタール・ドネツク | ウクライナの旗                  | 2004年5月17日 | 2016年5月24日  | 573   | 395  | 90   | 88   | 1,220 | 452   | +768  | 068.94 |
| ゼニト                 | ロシアの旗                      | 2016年5月24日 | 2017年5月28日  | 40    | 25   | 7    | 8    | 74    | 34    | +40   | 062.50 |
| トルコ代表             | トルコの旗                      | 2017年8月2日  | 2019年2月11日  | 17    | 4    | 6    | 7    | 17    | 25    | −8    | 023.53 |
| ディナモ・キーウ       | ウクライナの旗                  | 2020年7月23日 |                | 52    | 35   | 10   | 7    | 102   | 37    | +65   | 067.31 |
| 合計                   | 合計                            | 合計          | 合計           | 1,436 | 863  | 296  | 277  | 2,754 | 1,286 | +1468 | 060.10 |

## 獲得タイトル

### 現役時代
ディナモ・ブカレスト
- リーガ1：7回 (1963-64, 1964-65, 1970-71, 1972-73, 1974-75, 1976-77, 1989-90)
- ルーマニア・カップ：1回 (1967-68)

コルヴィヌル・フネドアラ
- リーガ2：1回 (1979-80)

### 指導者時代
ディナモ・ブカレスト
- リーガ1：1回 (1989-90)
- ルーマニア・カップ：2回 (1985-86, 1989-90)

ブレシア・カルチョ
- セリエB：1回 (1991-92)
- アングロ＝イタリアン・カップ：1回 (1993-94)

ラピド・ブカレスト
- リーガ1：1回 (1998-99)
- ルーマニア・カップ：1回 (1997-98)
- ルーマニア・スーパーカップ：1回 (1999)

ガラタサライ
- スュペル・リグ：1回 (2001-02)
- UEFAスーパーカップ：1回 (2000)

ベシクタシュJK
- スュペル・リグ：1回 (2002-03)

シャフタール・ドネツク
- ウクライナ・プレミアリーグ：8回 (2004-05, 2005-06, 2007-08, 2009-10, 2010-11, 2011-12, 2012-13, 2013-14)
- ウクライナ・カップ：5回 (2003-04, 2007-08, 2010-11, 2011-12, 2012-13)
- ウクライナ・スーパーカップ：7回 (2005, 2008, 2010, 2012, 2013 2014, 2015)
- UEFAカップ：1回 (2008-09)

ディナモ・キーウ
- ウクライナ・プレミアリーグ：1回 (2020-21)
- ウクライナ・スーパーカップ：1回 (2020)